# Tim Elliott
Timothy Elliott (Wichita, 24 de dezembro de 1986) é um lutador norte-americano de artes marciais mistas, atualmente compete no peso-mosca do Ultimate Fighting Championship.

## Começo da Vida
Elliott nasceu em 24 de Dezembro de 1986 em Wichita, Kansas. Elliott originalmente participou da Campus High School, mas foi transferido para a Wichita South High School em seu primeiro ano. Elliott foi campeão estadual de wrestling na Wichita South em seu último ano em 2005. Elliott estava na equipe de wrestling na Labette Community College antes de se transferir para a University of Central Oklahoma. Ele ganhou o diploma de bacharel em Ciência e Estudos Gerais.

## Carreira no MMA
Elliott construiu o recorde de 8-2-1 em suas primeiras 11 lutas antes de entrar para o UFC, incluindo uma vitória notável por nocaute sobre o ex-Campeão Peso Leve do UFC Jens Pulver.

### Ultimate Fighting Championship
Elliott assinou com o Ultimate Fighting Championship em 17 de Abril de 2012.
Em sua estréia no UFC, Elliott enfrentou o vencedor do The Ultimate Fighter 14 John Dodson em 5 de Maio de 2012 no UFC on Fox: Diaz vs. Miller, substituindo o lesionado Darren Uyenoyama. Elliott perdeu a luta por decisão unânime.
Em sua segunda luta, Elliott enfrentou Jared Papazian em 15 de Dezembro de 2012 no The Ultimate Fighter: Team Carwin vs. Team Nelson Finale. Ele venceu a luta por decisão unânime. A luta também ganhou o prêmio de Luta da Noite.
Para sua terceira luta, Elliott enfrentou Louis Gaudinot em 31 de Agosto de 2013 no UFC 164. Ele venceu a luta por decisão unânime.
Elliott enfrentou o prospecto russo Ali Bagautinov em 16 de Novembro de 2013 no UFC 167 e perdeu por decisão unânime.
Elliott enfrentou o ex-desafiante ao Cinturão Peso Mosca do UFC, Joseph Benavidez em 26 de Abril de 2014. Ele perdeu por finalização no fim do primeiro round.
Elliott era esperado para enfrentar o estreante na categoria Wilson Reis em 23 de Agosto de 2014 no UFC Fight Night: Henderson vs. dos Anjos. No entanto, uma lesão tirou Elliott do combate. Ele foi substituído por Joby Sanchez.
Elliott enfrentou Zach Makovsky em 14 de Fevereiro de 2015 no UFC Fight Night: Henderson vs. Thatch e foi derrotado por decisão unânime.

## Cartel no MMA
| Cartel no MMA   |             |             |
| 31 lutas        | 18 vitórias | 12 derrotas |
| Por nocaute     | 3           | 1           |
| Por finalização | 6           | 5           |
| Por decisão     | 9           | 6           |
| Empates         | 1           | 1           |

| Res.    | Cartel  | Oponente            | Método                                 | Evento                                | Data       | Round | Tempo | Local                       | Notas                                               |
| ------- | ------- | ------------------- | -------------------------------------- | ------------------------------------- | ---------- | ----- | ----- | --------------------------- | --------------------------------------------------- |
| Vitória | 18-12-1 | Tagir Ulanbekov     | Decisão (unânime)                      | UFC 272: Covington vs. Masvidal       | 05/03/2022 | 3     | 5:00  | Las Vegas, Nevada           |                                                     |
| Derrota | 17-12-1 | Matheus Nicolau     | Decisão (unânime)                      | UFC Fight Night: Dern vs. Rodriguez   | 09/10/2021 | 5     | 5:00  | Las Vegas, Nevada           |                                                     |
| Vitória | 17-11-1 | Jordan Espinosa     | Decisão (unânime)                      | UFC 259: Blachowicz vs. Adesanya      | 06/03/2021 | 3     | 5:00  | Las Vegas, Nevada           |                                                     |
| Vitória | 16-11-1 | Ryan Benoit         | Decisão (unânime)                      | UFC on ESPN: Kattar vs. Ige           | 15/07/2020 | 3     | 5:00  | Abu Dhabi                   |                                                     |
| Derrota | 15-11-1 | Brandon Royval      | Finalização (triângulo de mão)         | UFC on ESPN: Woodley vs. Burns        | 30/05/2020 | 2     | 3:18  | Las Vegas, Nevada           | Luta da Noite.                                      |
| Derrota | 15-10-1 | Askar Askarov       | Decisão (unânime)                      | UFC 246: McGregor vs. Cowboy          | 18/01/2020 | 3     | 5:00  | Las Vegas, Nevada           |                                                     |
| Derrota | 15-9-1  | Deiveson Figueiredo | Finalização (guilhotina)               | UFC Fight Night: Joanna vs. Waterson  | 12/10/2019 | 1     | 3:08  | Tampa, Flórida              | Volta aos Moscas.                                   |
| Vitória | 15-8-1  | Mark De La Rosa     | Finalização (triângulo de mão)         | UFC 219: Cyborg vs. Holm              | 30/12/2017 | 2     | 1:41  | Las Vegas, Nevada           | Luta nos Galos; Performance da Noite.               |
| Derrota | 14-8-1  | Ben Nguyen          | Finalização (mata leão)                | UFC Fight Night: Lewis vs. Hunt       | 11/06/2017 | 1     | 0:49  | Auckland                    |                                                     |
| Vitória | 14-7-1  | Louis Smolka        | Decisão (unânime)                      | UFC on Fox: Johnson vs. Reis          | 15/04/2017 | 3     | 5:00  | Kansas City, Missouri       | Luta da Noite.                                      |
| Derrota | 13-7-1  | Demetrious Johnson  | Decisão (unânime)                      | The Ultimate Fighter 24 Finale        | 03/12/2016 | 5     | 5:00  | Las Vegas, Nevada           | Retorno ao UFC. Pelo Cinturão Peso-Mosca do UFC.    |
| Vitória | 13-6-1  | Pedro Nobre         | Decisão (unânime)                      | Titan FC 37                           | 05/03/2016 | 5     | 5:00  | Ridgefield, Washington      | Defendeu o cinturão Peso-Mosca do Titan FC.         |
| Vitória | 12-6-1  | Felipe Efrain       | Finalização (guilhotina)               | Titan FC 35                           | 19/09/2015 | 2     | 2:30  | Ridgefield, Washington      | Defendeu o cinturão Peso-Mosca do Titan FC.         |
| Vitória | 11-6-1  | Iliarde Santos      | Decisão (unânime)                      | Titan FC 34                           | 18/07/2015 | 5     | 5:00  | Kansas City, Missouri       | Ganhou o cinturão Peso-Mosca inaugural do Titan FC. |
| Derrota | 10-6-1  | Zach Makovsky       | Decisão (unânime)                      | UFC Fight Night: Henderson vs. Thatch | 14/02/2015 | 3     | 5:00  | Broomfield, Colorado        |                                                     |
| Derrota | 10-5-1  | Joseph Benavidez    | Finalização (guilhotina)               | UFC 172: Jones vs. Teixeira           | 26/04/2014 | 1     | 4:08  | Baltimore, Maryland         |                                                     |
| Derrota | 10-4-1  | Ali Bagautinov      | Decisão (unânime)                      | UFC 166: St. Pierre vs. Hendricks     | 16/11/2013 | 3     | 5:00  | Las Vegas, Nevada           |                                                     |
| Vitória | 10-3-1  | Louis Gaudinot      | Decisão (unânime)                      | UFC 164: Henderson vs. Pettis II      | 31/08/2013 | 3     | 5:00  | Milwaukee, Wisconsin        |                                                     |
| Vitória | 9-3-1   | Jared Papazian      | Decisão (unânime)                      | The Ultimate Fighter 16 Finale        | 15/12/2012 | 3     | 5:00  | Las Vegas, Nevada           | Luta da Noite.                                      |
| Derrota | 8-3-1   | John Dodson         | Decisão (unânime)                      | UFC on Fox: Diaz vs. Miller           | 05/05/2012 | 3     | 5:00  | East Rutherford, New Jersey | Estreia no UFC.                                     |
| Vitória | 8-2-1   | Josh Rave           | Finalização Técnica (triângulo de mão) | RFA 2: Yvel vs. Alexander             | 30/03/2012 | 1     | 0:28  | Kearney, Nebraska           |                                                     |
| Vitória | 7-2-1   | Jens Pulver         | Nocaute (joelhada)                     | RFA 1                                 | 16/12/2011 | 2     | 2:12  | Kearney, Nebraska           |                                                     |
| Vitória | 6-2-1   | Kashif Solarin      | Finalização (ninja choke)              | Cowboy MMA: Caged Cowboys             | 21/05/2011 | 1     | 0:57  | Ponca City, Oklahoma        |                                                     |
| Vitória | 5-2-1   | John McDowell       | Nocaute Técnico (socos)                | Art of War Cage Fights                | 26/02/2011 | 1     | 2:56  | Ponca City, Oklahoma        |                                                     |
| Vitória | 4-2-1   | Victor Dominguez    | Decisão (unânime)                      | C3 Fights - Slammin Jammin Weekend 6  | 22/10/2010 | 3     | 5:00  | Newkirk, Oklahoma           |                                                     |
| Vitória | 3-2-1   | Cody Fuller         | Finalização (triângulo)                | Bricktown Brawl 5                     | 25/06/2010 | 3     | 2:34  | Oklahoma City, Oklahoma     |                                                     |
| Vitória | 2-2-1   | Michael Casteel     | Finalização (mata leão)                | Bricktown Brawl 4                     | 02/04/2010 | 1     | 2:01  | Oklahoma City, Oklahoma     |                                                     |
| Vitória | 1-2-1   | Victor Veloquio     | Nocaute (socos)                        | BB 3: Holiday Havoc                   | 11/12/2009 | 1     | 0:33  | Oklahoma City, Oklahoma     |                                                     |
| Derrota | 0-2-1   | Jacky Bryant        | Nocaute Técnico (socos)                | Bricktown Brawl 2                     | 28/08/2009 | 1     | 0:52  | Oklahoma City, Oklahoma     |                                                     |
| Derrota | 0-1-1   | Shane Howell        | Finalização (triângulo)                | Harrah Fight Night                    | 27/06/2009 | 3     | 2:25  | Harrah, Oklahoma            |                                                     |
| Empate  | 0-0-1   | Jerod Spoon         | Empate                                 | Bricktown Brawl 1                     | 08/05/2009 | 3     | 5:00  | Oklahoma City, Oklahoma     |                                                     |